# Пиер
Пиер (др.-греч. Πίερος, у Цицерона Пиерон) — персонаж древнегреческой мифологии. Сын Магнета (либо сын Элевфера). По третьей версии, сын Лина. Отец Гиацинта (от Клио). Жена Антиопа, 9 дочерей, состязавшихся с Музами.
Мифы о нём объясняют происхождение распространенного эпитета Муз — Пиериды.
По одному из мифов, он из Македонии прибыл в Феспии, установил число муз в 9 и дал им имена. По истолкованию мифа, он первым сочинил стихотворения о музах.
Автохтон, царь Эмафии, у него было 9 дочерей
- Пиериды[8] Дочери Пиера и пеонийки Евиппы[9]. По одному из истолкований, у них были те же имена, что у богинь, и те, кого называли детьми Муз, на деле были внуками Пиера[10].

Согласно Овидию, дочери Пиера проиграли состязание с Музами и превращены в сорок. По рассказу Антонина Либерала, они состязались с музами на Геликоне, проиграли и превращены в птиц: чомгу, вертишейку, кенхриду, зеленушку, щегла, утку, зелёного дятла и драконтиду.